# 山岸純 (弁護士)
山岸 純（やまぎし じゅん、1978年2月 - ）は日本の弁護士（東京弁護士会所属）税理士(東京税理士会所属)。福島県原町市出身。

## 経歴
- 2001年：早稲田大学法学部を卒業
- 2003年：司法試験に合格（最高裁判所司法研修所第58期司法修習生）
- 2005年：東京弁護士会に登録
- 2013年：弁護士法人ALG&Associatesに入所。
- 2016年：税理士登録

## 共書
- 大家さん、入居者に「訴えてやる」って言われたらどうしますか？（片山雅也他共著、自由国民社、2015年、ISBN 978-4426119584 ）